# Хагиотерапија
Хагиотерапија је терапијска метода за исцељење човекове духовне димензије или душе. Настала  је на филозофским, антрополошким и теолошким истраживањима човека. Представља правац групне егзистенцијалне психотерапије, чији је циљ чишћење живота од дисфункционалних образаца понашања, а један од њених алата је пројективни рад са светим, у овом случају библијским текстовима.

## Основне поставке
Душа је име које су савремени филозофи и теолози дали оном делу човека по коме је он специфично биће и по чему се разликује од вегетативног и психичког дела који поседују животиње и биљке.
Хагиотерапију као посебну методу антрополошке (духовне) терапије осмислио је проф. Др Томислав Иванчић, професор фундаменталне теологије на Богословном факултету у Загребу, као  тежњу да се човек реши бола на духовном нивоу, док медицина то чини на физичком, а психијатрија на менталном нивоу.
У Чешкој се ова терапија користи од 1992. године, посебно у лечењу верника и неверника, зависника од супстанци.
Хагиотерапија је представљена као „истраживачко-терапеутска метода“ која доводи до „оздрављења људске личности“. Међутим, ефикасност хагиотерапије на било које одреднице људског здравља није научно доказана, тако да до данас не постоје клиничка испитивања или систематски прегледи хагиотерапије.
Према етнологу Ањес Бернар, „хагиотерапија се заснива на претпоставци: приписивање свецу – или Девици – тауматургијске моћи. Захваљујући његовом заступништву код Бога, болесник се спасава. У области менталних поремећаја, овај метод је представљао главног конкурента медицини, од средњег века до краја Старог поредка, а у неким случајевима и током 19. века. Тако се хагиотерапија углавном практикује као део ходочашћа до места где се чувају мошти и/или се налази чудотворни извор или чесма.1.
Историчар Франсоа Лебрен у својој књизи „Раније се лечи“ подсећа да пацијенти нису оклевали да истовремено прибегну:
- лекару (то је углавном чинила одређена друштвена елита),
- емпирику (практичару који не припада званичној медицини,  сеоском хирургу)
- светим исцелитељима.

Када с ради о светим исцелитељима којих је многобројно, пацијенти често нису знали коме свецу да се посвете или обрат са својим проблемом: „у овом мноштво „специјалистичких“ светих исцелитеља,  пацијент или његова породица пита Богородицу као „генералисту“, пита коме свецу да се посвете. Ако смо у недоумици у погледу природе зла о коме је реч, а самим тим и о идентитету посредника од кога се помоћ тражи, остаје ресурс да се поједини свеци „повуку“, односно укажу на свеца који одговара болест. Једна од најчешћих пракси се састоји у томе да „светац стрелац“ – јер је то најчешће жена – узастопно ставља комаде тканине на површину каде са водом, сваки пут именујући свеца терапеута: па тако комада са кога најбрже тече вода означава доброг светитеља.”.